# Aspidiphorus howensis
Aspidiphorus howensis es una especie de coleóptero de la familia Sphindidae.

## Distribución geográfica
Habita en la Isla de Lord Howe (Australia).